# Бетпейдж (Теннессі)
Бетпейдж (англ. Bethpage) — переписна місцевість (CDP) в США, в окрузі Самнер штату Теннессі. Населення — 313 особи (2020).

## Географія
Бетпейдж розташований за координатами 36°29′3″ пн. ш. 86°18′31″ зх. д. / 36.48417° пн. ш. 86.30861° зх. д. (36.484267, -86.308523).  За даними Бюро перепису населення США в 2010 році переписна місцевість мала площу 3,44 км², уся площа — суходіл.

### Клімат
| Клімат : Бетпейдж     | Клімат : Бетпейдж | Клімат : Бетпейдж | Клімат : Бетпейдж | Клімат : Бетпейдж | Клімат : Бетпейдж | Клімат : Бетпейдж | Клімат : Бетпейдж | Клімат : Бетпейдж | Клімат : Бетпейдж | Клімат : Бетпейдж | Клімат : Бетпейдж | Клімат : Бетпейдж | Клімат : Бетпейдж |
| Показник              | Січ.              | Лют.              | Бер.              | Квіт.             | Трав.             | Черв.             | Лип.              | Серп.             | Вер.              | Жовт.             | Лист.             | Груд.             | Рік               |
| Середній максимум, °C | 7,8               | 9,4               | 15,0              | 20,6              | 25,0              | 30,0              | 31,1              | 31,1              | 28,3              | 21,7              | 15,6              | 8,9               | −3,9              |
| Середній мінімум, °C  | −2,8              | 1,7               | 6,7               | 11,7              | 17,2              | 18,9              | 18,3              | 14,4              | 6,7               | 1,7               | −2,8              | 7,2               | 2,2               |
| Норма опадів, мм      | 112               | 109               | 132               | 114               | 137               | 102               | 112               | 86                | 91                | 81                | 109               | 127               | 1316              |
| --------------------- | ----------------- | ----------------- | ----------------- | ----------------- | ----------------- | ----------------- | ----------------- | ----------------- | ----------------- | ----------------- | ----------------- | ----------------- | ----------------- |
| Джерело: Weatherbase  |                   |                   |                   |                   |                   |                   |                   |                   |                   |                   |                   |                   |                   |

## Демографія
Згідно з переписом 2010 року, у переписній місцевості мешкало 288 осіб у 113 домогосподарствах у складі 84 родин. Густота населення становила 84 особи/км².  Було 128 помешкань (37/км²).
Расовий склад населення:
| - 95,8 % — білих - 0,7 % — чорних або афроамериканців - 0,3 % — корінних американців - 0,3 % — азіатів |

До двох чи більше рас належало 2,8 %. Частка іспаномовних становила 0,3 % від усіх жителів.
За віковим діапазоном населення розподілялося таким чином: 22,2 % — особи молодші 18 років, 61,1 % — особи у віці 18—64 років, 16,7 % — особи у віці 65 років та старші. Медіана віку мешканця становила 44,4 року. На 100 осіб жіночої статі у переписній місцевості припадало 100,0 чоловіків;  на 100 жінок у віці від 18 років та старших — 89,8 чоловіків також старших 18 років.
За межею бідності перебувало 2,6 % осіб, у тому числі 0,0 % дітей у віці до 18 років та 0,0 % осіб у віці 65 років та старших.
Цивільне працевлаштоване населення становило 180 осіб. Основні галузі зайнятості: науковці, спеціалісти, менеджери — 30,0 %, роздрібна торгівля — 24,4 %, транспорт — 17,8 %.